# طيران برلين

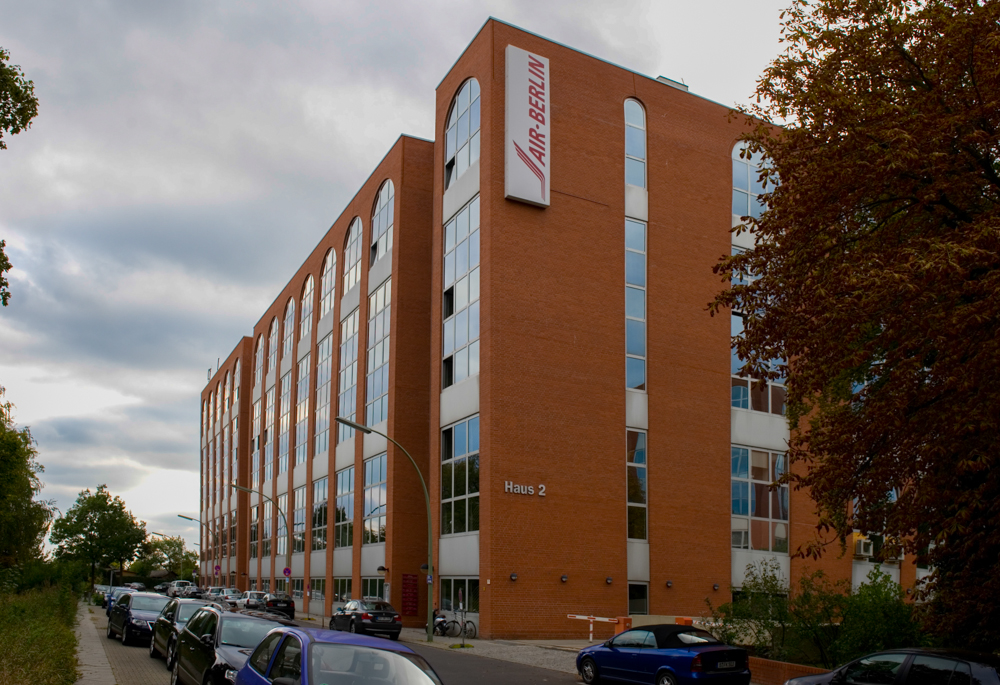
المقرّ الرّئيسي لطيران برلين

طيران برلين أو إير برلين (بالإنجليزية: Air Berlin)‏هي ثاني أكبر شركة طيران ألمانية بعد لوفتهانزا مقرها الرئيسي ببرلين تعمل على مجال واسع وتقدم رحلات منخفضة التكلفة على العطلات في البحر المتوسط ،وجزر الكناري وشمال أفريقيا والمدن الأوروبية الرئيسية من 21 في المطارات الألمانية. قاعدتها الرئيسية هي مطار برلين تيجيل الدولي، المحاور في مطار دوسلدورف الدولي.

## التوقف عن العمل
قامت شركة طيران برلين بوقف جميع عملياتها وكانت أخر رحلة قامت بها في 28 أكتوبر 2017.